# Santa Cecília
Santa Cecília este un oraș în Santa Catarina (SC), Brazilia.